# 인생존망
《인생존망》은 네이버 웹툰에서 박태준 작가, 전선욱 작가가 연재하고있는 있는 월요 웹툰이다. 금요일 웹툰《외모지상주의》의 작가인    박태준 작가와 토요일 웹툰《프리드로우》 전선욱 작가가 콜라보를 한 만큼 월요 웹툰 1위를 차지하고 있다.
현재 연재종료이다. 지지도가 높은 것으로 보아 인생존망 시즌 2 가 나올수도 있다.

## 등장인물
김진우 | 통칭 = 김김진진우우,찐진우,빙진우
( 소속 : 강동고등학교 )
주인공이며,공부에 매진하며 살았지만 고등학교때 장안철과 따까리 양아치 무리에게 집요한 괴롭힘을 당해 친구도 잃고 사랑도 잃은 삼수생 말더듬이가 되어 처절한 인생을 살았다.
장안철 | 통칭 = 안철나르 안철안철
(소속 : 강동고등학교 , 장안철 팸 절대자 ,
MMA 체육관 ( 현재 : 북카페 사장 )
이유없이 누군가를 때리고 모욕주는 걸 즐기는 전형적인 인간쓰레기로 괴롭혔던 김진우와 임슬기의 인생을 나락으로 떨어뜨렸다.그 외의 인물들도 괴롭히며 생활했다.
박다빈
( 소속 : 강동고등학교 )
(가족관계 : 박진철(아버지) 어머니
원래는 장안철에게 들이댔지만 관심은 안됐다.
김진우가 심민규를 까는걸 우연찮게 보게되고 김진우의 벌꿀 오소리같은 모습때문에 그때부터 김진우를 좋아하게 됐다.
나진솔
( 소속 : 강동고등학교)
선도부장이며 평소 품평이 바르기 때문에 양아치를 제외한다면 교내에서 평판이 좋은 편이다.
심민규  | 통칭 = 심슨
( 소속 : 강동 고등학교 ,
장안철 팸 , 前 1등급 노예+이단심문관,現 17급 노예+장안철의 경찰 )
장안철의 심복이자 따가리이다 별명은 심슨이다. 인생존망 첫번째 사건의 (가해자)주인공이기도 하다.
임슬기  | 통칭 = 듀얼킹
( 소속 : 강동고등학교 , MMA 체육관 다이어트반 ( 현재 일본의 유명배우와 결혼함 )
김진우의 친구로 오타쿠이다. 인생존망 첫번째 사건의 주인공이다. 뚱뚱한 체형이며 장안철 따까리로부터 온갖 수모와 폭행을 당한다.
구상민
( 소속 : 강동고등학교 )
양아치이자 유희왕 덕후이다. 현재 어떤 이유로 정학 중이다. 인생존망 2 번째 사건의 주인공이다.
이진수
( 소속 : 강동고등학교 )
유희왕 덕후인 이슬기가 전파해서 유희왕을 하게 된다. 유희왕을 하던 도중 일진에게 걸려 유희왕을 했던 친구 2명과 맞게 된다. 그 뒤로 중2병 대사를 시전해 대신 맞았던 김진우를 보고 멋있었다고 칭찬을 한다.
차한구
( 소속 : 강동고등학교 , 장안철 팸)
경찰 없는 세상에서 살고싶다며 차 절도를 일삼는다. 김진우를 아직도 괴롭히는 몇 안되는 양아치 중 하나다. 거의 장안철의 측근 샌드백의 가깝다.
육광우 | 통칭 = 강냉이수집가
치과의사가 꿈이던 육광우는 학교에서 모범생이며 성적도 매우 좋았다. 하지만 장안철에게 찍혀 장안철의 이름을 사용한 강동놈들과 싸우게 되면서 장안철의 노예가 되어 강냉이 수집가 육광우라고 불린다. 현재 치과의사로 활동중이다.
최준식 | 통칭 = 미친 사커킥의 달인 싸울아비
야구선수가 꿈이던 최준식은 훈련을 마치고 귀가하던중 아이에게 공을 차주는 모습을 장안철에게 들켜 야구부가 아닌 축구부가 되었다.장안철의 이름을 판 강동놈들과 싸우면서 장안철의 노예가 된다. 미친 싸커킥의 달인 싸울아비 최준석이라고 불린다. 현재 축구선수로 활동중이다.
이상준 | 통칭 = 자아를 가진 주먹 홍콩에서 교환학생으로 온 천마신권
원래는 평범한 한국학생이였으나 장안철에게 찍혀 장안철이 중국말을 시켜서 하게 되면서 홍콩에서 교환학생으로 왔다고 불리게 된다. 장안철이 한국어를 쓰면 맞는다고 하자 중국어만 쓰게 된다. 10 대 1로 학생과 싸우면서 장안철의 노예가 된다. 홍콩에서 교환학생으로 온 이상준이라고 불린다. 현재 영화배우로 외국에서 활동중이다.
럭키창 | 통칭 =  상상 이상의 검 낱붙이의 예술사 이매진 블레이드
평범한 학생이였나 천마신권 이상준의 뒤에 있다는 이유로 장안철에게 찍혀 노예가 된다. 날붙이의 예술가 이매진 블레이드 럭키창이라고 불린다.